# グスタフ・ルントベリ
グスタフ・ルントベリ（Gustaf Lundberg、1695年8月17日 - 1786年3月18日）は、スウェーデン生まれの画家である。パステル画でパリや、ストックホルムで多くの有力者の肖像画を描いた。

## 略歴
ストックホルムで、多くの成功した金細工師などが出た家柄に生まれた。両親を早く亡くし、祖父に育てられ、1712年にドイツ生まれでスウェーデンの宮廷画家となったダーフィト・クラフトの弟子となった
。1717年にパリに移り、イアサント・リゴー、ニコラ・ド・ラルジリエール、ジャン＝フランソワ・ド・トロワといった画家に学んだ。この頃パリでは、ベネツィア出身の女性肖像画家、ロザルバ・カッリエーラの描くパステルによる肖像画が人気となっていて、ルントベリに大きな影響を与えた。パリにおける主要な肖像画家の一人となり、フランス国王ルイ15世、王妃マリー・レクザンスカや、王妃の両親、スタニスワフ・レシチニスキとその妻の肖像画を描いた。
パリを訪れた多くのスウェーデンの人々の肖像画も描き、有名な建築家の家系で、美術収集家としても知られるスウェーデン大使のカール・グスタフ・テッシンと友人となり、テッシンの邸に滞在するようになった。
1741年フランスの王立絵画彫刻アカデミーの会員に選ばれた。フランスやスウェーデンの貴族の他多くの同時代のフランス画家、シャルル＝ジョゼフ・ナトワールやフランソワ・ブーシェの肖像画も描いた。パリでの人気は、ルントベリより写実的なスタイルで描く新しいパステル画家たちが現れることによって衰えた。1745年にスペイン、ポルトガルを旅し、スペインに嫁いでいたルイ15世の娘、ルイーズ・エリザベート・ド・フランスの肖像画などを描き、1745年の秋にポルトガルから船で、スウェーデンに戻った。
パリで成功した画家として、スウェーデンに迎えられ、テッシンの友人としてスウェーデンの王室に紹介され、1750年には宮廷の肖像画家に任命され、当時皇太子であったグスタフ3世の肖像画を描き、晩年はグスタフ4世アドルフの肖像画も描いた。

## 作品

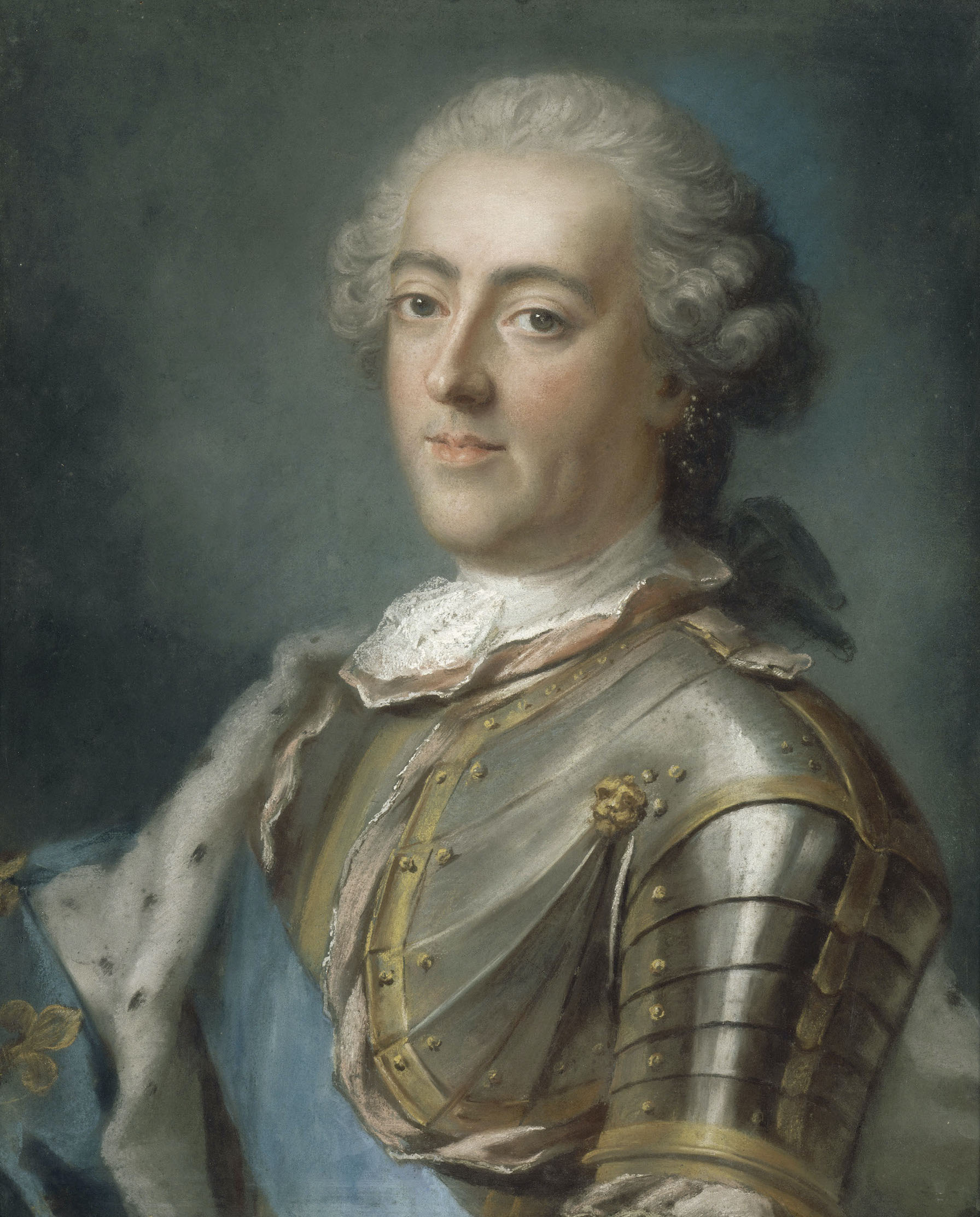
ルイ15世　(1730年代後半)
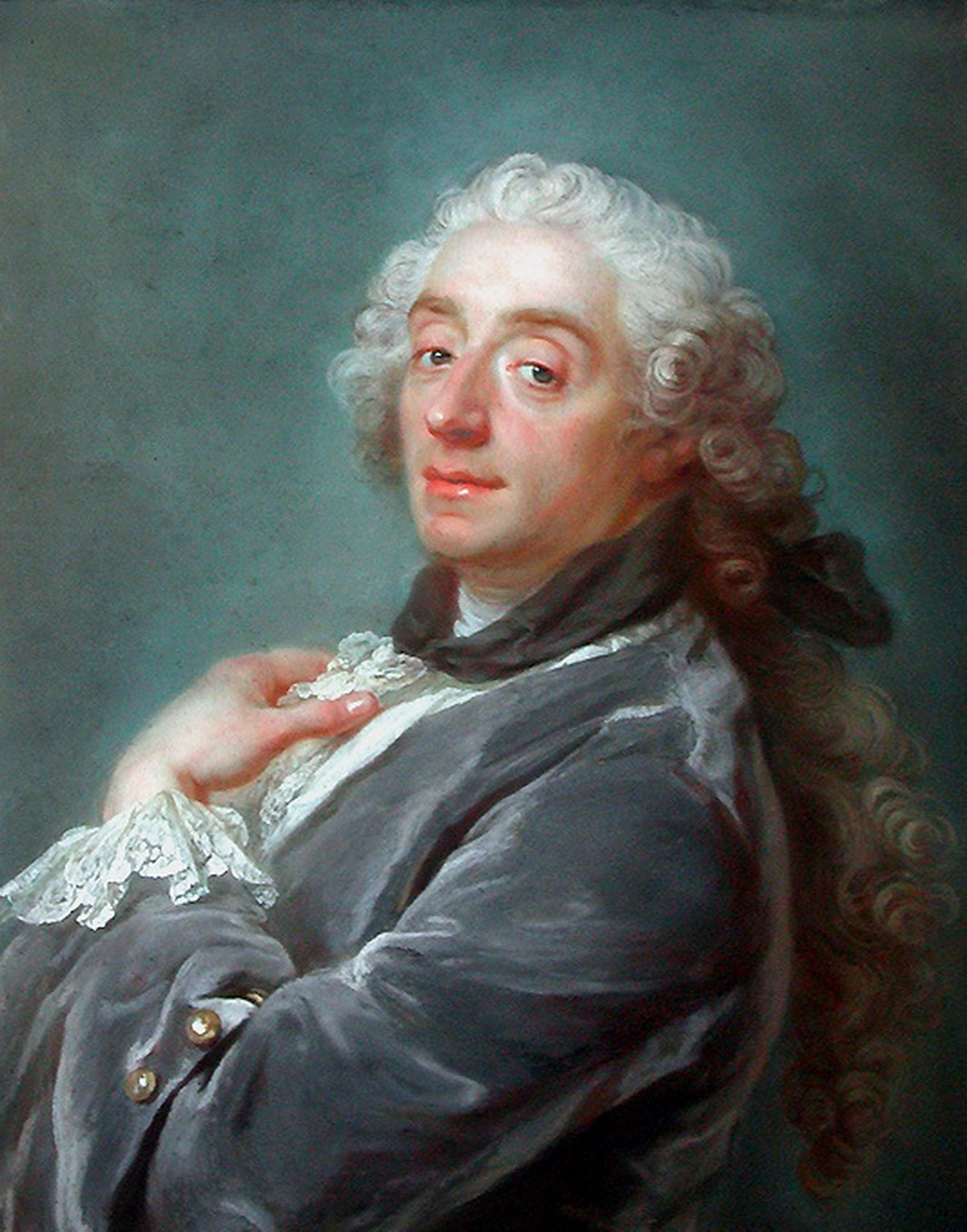
フランソワ・ブーシェ (1741)
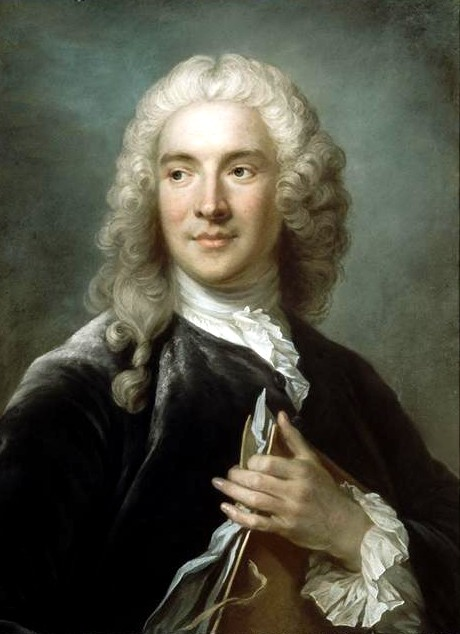
シャルル＝ジョゼフ・ナトワール (1741)
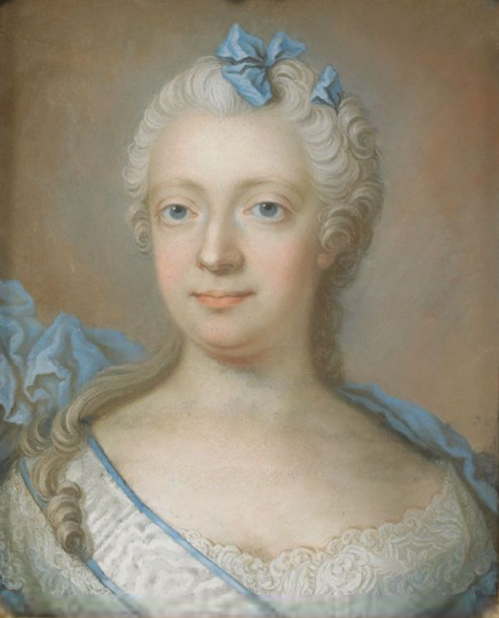
スウェーデン王妃 ルイーゼ・ウルリーケ・フォン・プロイセン (1745-46)
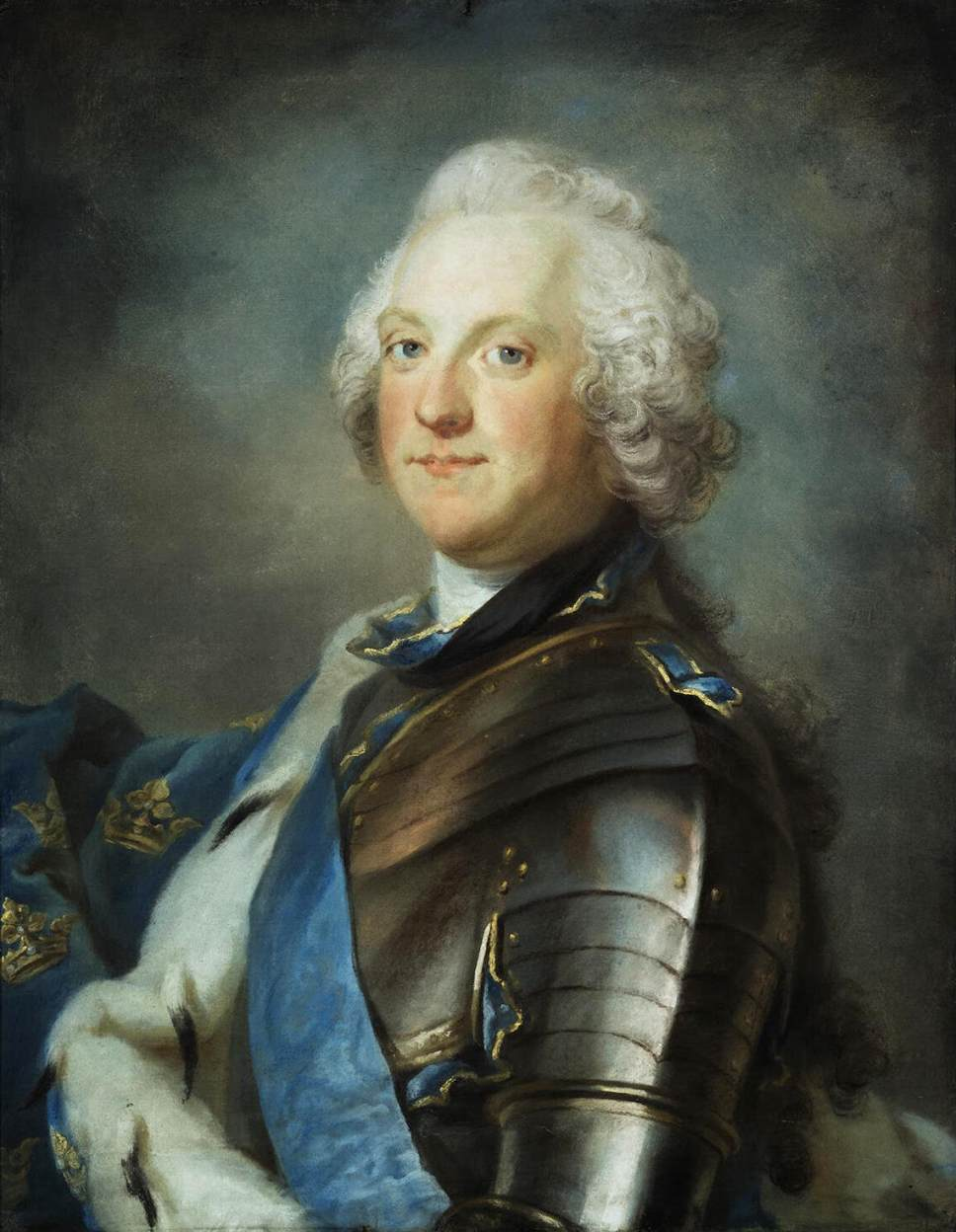
アドルフ・フレドリク (スウェーデン王) (c.1750)
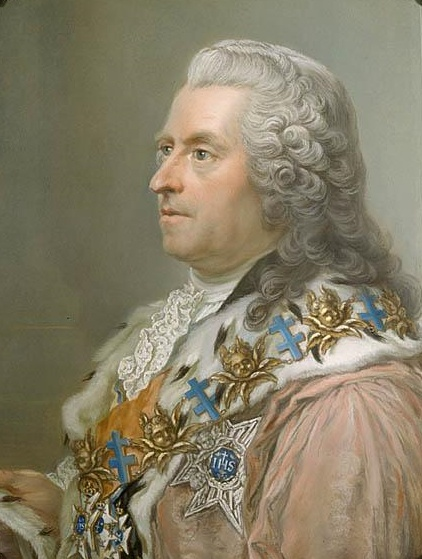
カール・グスタフ・テッシン (1760)
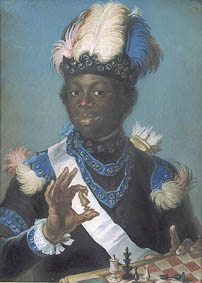
Adolf Ludvig Gustav Fredrik Albert Couchi (Gustav Badin) -召使、後に役人(1775)
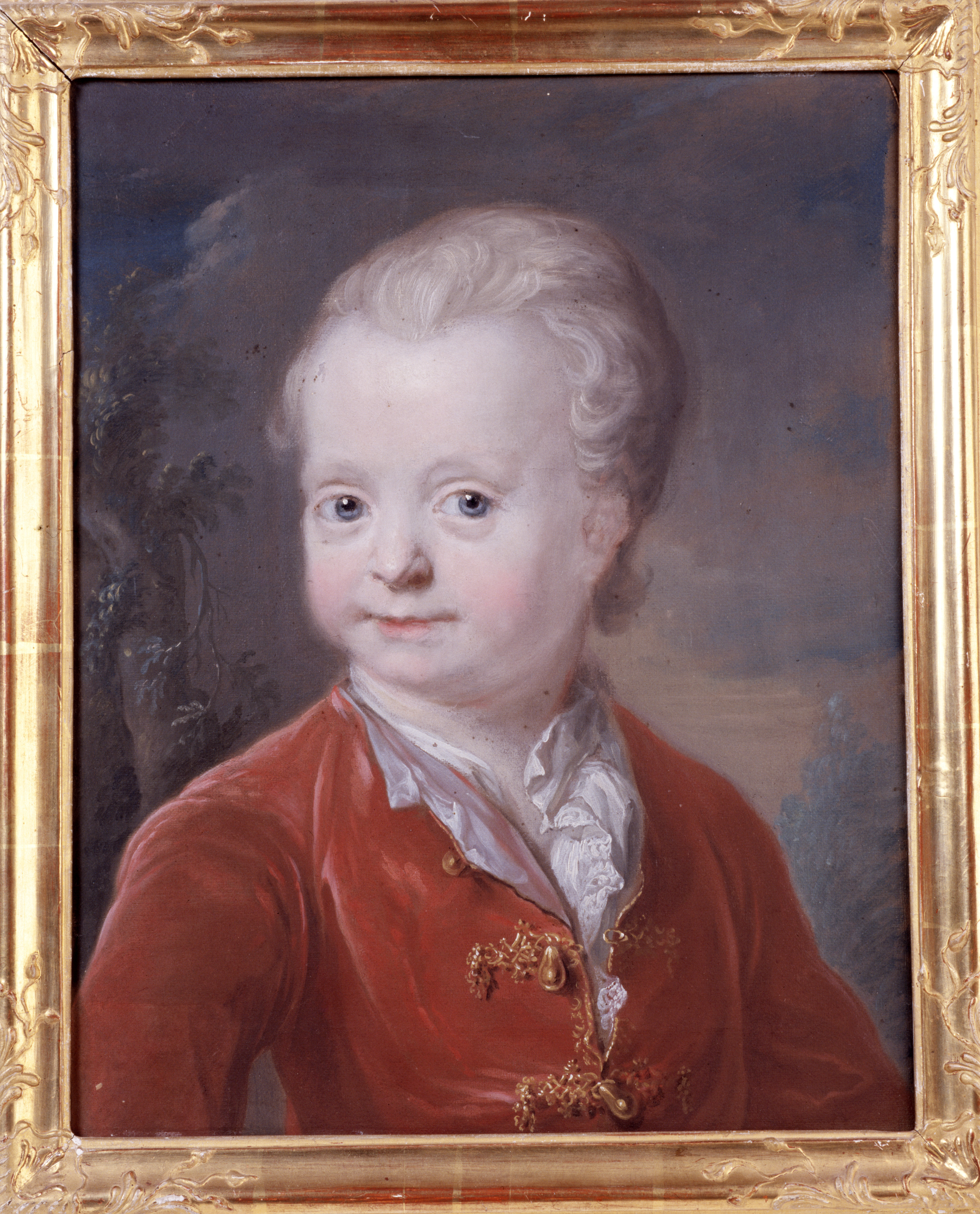
Child, Nils Brahe, 1750s.